# Lascăr Catargiu
Lascăr Catargiu (Iași, 1823-Bucarest, 1899) fue un político rumano, líder del partido conservador y varias veces primer ministro de Rumanía, además de presidente de la Cámara de Diputados.

## Biografía
Nacido en Iași en 1823, ingresó muy joven a la vida política como prefecto de condado en Moldavia, bajo el gobierno de Mihail Sturdza. Miembro activo de la propaganda a favor de la unión de los Principados, renunció al trono de Moldavia que le fue ofrecido y ayudó a elegir al príncipe Cuza.
Bajo el reinado de este príncipe, Lascar Catargiu se mantuvo al margen de la política, pero participó en el movimiento de 1866, que provocó la abdicación de Cuza. Lideró el gobierno provisional desde el 11 de febrero, junto con el general Nicolae Golescu y el coronel Nicolae Haralambie. El 11 de mayo de 1866, inmediatamente después de la llegada del príncipe Hohenzollern, Catargiu asumió la presidencia del consejo y la cartera interna, que conservó hasta el 15 de julio del mismo año. A partir de esta época volvió a desaparecer de la vida política militante hasta 1871, cuando, tras las manifestaciones dirigidas contra los alemanes, que celebraban el aniversario del nacimiento del emperador Guillermo en un banquete en la sala Slătineanu, el príncipe Carol habría decidido abdicar y Catargiu le habría convencido de lo contrario.
En marzo de 1871 formó un gobierno conservador con el que gobernó el país hasta que en abril de 1876, cuando se formó la llamada coalición Mazar-Paşa, se vio obligado a retirarse, dando paso al general Ion Emanuel Florescu.
En 1876, cuando el partido liberal llegó al poder, las Cámaras, en palabras de Rosetti «cegadas por la pasión política, se convirtieron en un tribunal de justicia», tras votar a favor de procesar a Lascăr Catargiu y a los antiguos ministros conservadores, comenzaron a instruir a los acusados. Sin embargo en 1878 la misma Cámara se vio obligada a retirar la acusación contra todos los exministros.
Durante el último período del gobierno de Ion Brătianu, Lascar Catargiu se convirtió en el jefe de la oposición, junto con Dimitrie Brătianu y G. Vernescu, en marzo de 1889. Ese año intentó formar un gobierno liberal-conservador junto con G. Vernescu, que duró hasta la primavera de 1891.
A finales de 1891, Catargiu asumió la presidencia de un ministerio puramente conservador, compuesto también por los jóvenes conservadores (junimistas) con los que gobernó hasta el 3 de octubre de 1895. Fue durante muchos años presidente de la Cámara de Diputados, donde representó al condado de Covurlui durante muchos años. Falleció en Bucarest el 11 de abril de 1899.